# Televisão em Nicarágua
A televisão é um dos meios de comunicação mais amplamente aceitos nos lares nicaraguenses por causa de sua velocidade, alcance e cobertura, e porque é uma das principais fontes de entretenimento e informação para a maioria dos telespectadores.

## História
Em 1956 foi criado o Canal 6 da Nicarágua. Salvadora Debayle foi a principal acionista desse canal nascente. Cinco anos depois, o Canal 8 se juntaria ao Canal 6, formando assim a primeira rede nacional de televisão, um evento memorável na história da Nicarágua. Essa fusão, ao que parece, era previsível, já que o canal 6 começou a trabalhar com o equipamento do canal 8. Posteriormente, há a criação de novos canais, como o Canal 2 e o Canal 12, de propriedade da família Sacasa. A Nicarágua ficou ao lado do Chile na lista dos primeiros países da América Latina a transmitir imagens coloridas antes do final dos anos 70. Em 1973, o Canal 2 iniciou suas operações em cores, apenas um ano após o terremoto em Manágua, em dezembro de 1972.
Posteriormente, os canais 8, 2 e 12 começam a funcionar: na 6ª década, os canais passam da transmissão de 3 horas por dia para 9. Em 1974, começaram as primeiras transmissões a cores e, em 1976, os satélites ao vivo.

### Canais VHF
Em 31 de agosto de 1992, as primeiras transmissões em frequência UHF começaram no canal 21 e depois seguiram-se 10 e 12.

### Televisão digital
A Nicarágua adotou o padrão japonês ISDB-T, em que atualmente existem vários canais no ar.

## Canais

### Canais de televisão terrestre
- Televicentro Canal 2
- Canal 4
- Canal 6
- Telenica Canal 8
- Canal 9
- Canal 10
- TV RED
- Canal 12 Nicavisión
- Viva Nicaragua 13
- Canal 15 (100% Noticias)
- Enlace Nicaragua]]
- Extra Plus 37

## Televisão a cabo
Com a chegada da televisão a cabo desde a década de 1980, a população da Nicarágua desfruta de programas de vários países, como Alemanha, Espanha, Estados Unidos, Reino Unido, Japão, entre outros. Alguns provedores de televisão por satélite na Nicarágua são a DirecTV, a SKY e a ClaroTV Satelital.
Os sistemas a cabo aumentaram o público com o sinal de satélite das empresas que vendem seus serviços por meio de contratos para as permissionárias que, ao cobrar taxas, fornecem programação aos telehogares.
A televisão aumentou sua cobertura e reflete uma alta porcentagem de receptores em cores, no entanto, as televisões em preto e branco ainda são usadas devido ao baixo custo dos aparelhos.
De 1956 até o presente, depois de 57 anos, a televisão nicaragüense experimentou um progresso extraordinário juntando-se a um sistema de satélite, alguns de seus canais digitalizados e outros com avanços tecnológicos do presente.
As empresas de televisão a cabo e telefonia móvel estão promovendo a convergência tecnológica, onde um pacote all-in-one ou multiplay, telefonia (fixa e móvel), televisão e internet são oferecidos pelos mesmos meios que podem ser por cabo ou telefone, ou usando as duas mídias ao mesmo tempo que um único pacote multiplay. Na década do 2000 começou a digitalizar os sinais de televisão por cabo o primeiro em fazê-lo foi Tigo. Eles também oferecem serviços de valor agregado, como Vídeo sob Demanda (VOD), Pay Per View (PPV) e Guias de Programação Innterativa, iniciando assim os serviços de Televisão Digital Interativa.